# Ura Vajgurore
Ura Vajgurore vagy gyakran Uravajgurore város, egyúttal községközpont és alközség Albánia délnyugati részén, Berat városától légvonalban 10, közúton 11 kilométerre északnyugati irányban, az Osum folyó két partján. Berat megyén belül Ura Vajgurore község székhelye, Ura Vajgurore alközség központja. Az alközség további települései: Bistrovica, Konisbalta (Konizbalta), Pashallia, Skrevan és Vokopola. A 2011-es népszámlálás alapján az alközség népessége 7232 fő. Fiatal, a 20. század második felében kialakult város, az alközség területén több oszmán kori híd található.

## Fekvése
Ura Vajgurore az Osum folyónak a Myzeqeja síkjába bevágódó széles völgyében fekszik, a Shpirag-hegység északi előterében. Közlekedési csomópont, a Lushnját Berattal összekötő SH72-es főút itt lép át az Osum jobb partjára, egyúttal innen indul ki a Kuçováig vezető SH91-es út. A Fierrel összeköttetést biztosító SH73-as főút Ura Vajgurorétől 3 kilométerre csatlakozik be az SH72-esbe.

## Története

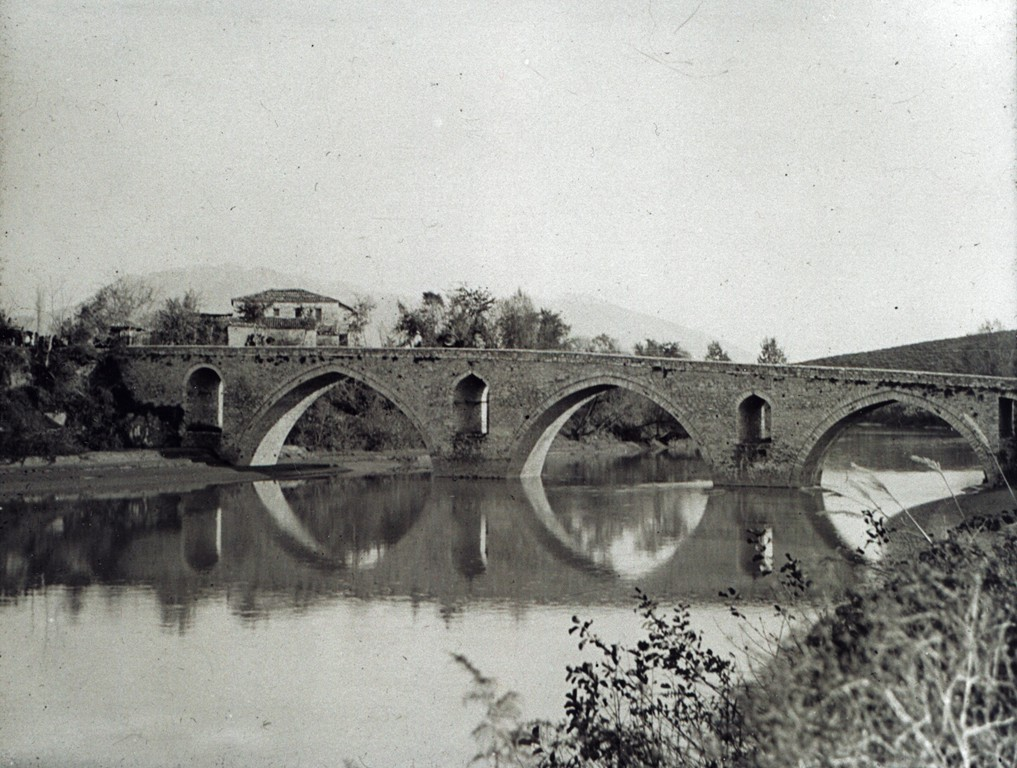
Hasan bég hídja 1914-ben

A mai város helyén az oszmán hódoltság alatt egy török stílusú kőhíd, Hasan bég hídja (Ura e Hasan Beut) ívelt át az Osum fölött, néhány házzal. Miután 1925-ben megkezdték a kitermelést a közeli kuçovai kőolajmezőn, kiépítették a vlorai kikötőhöz vezető utat, és a régi kőhíd közelében egy új, korszerű hidat építettek az Osum fölé. Ennek a neve Ura Vajgurore (’olajhíd’) lett, amely az ezt követően a 20. század során kialakult település neve is lett. Az 1997-es országgyűlési választás alkalmával egy Ura Vajgurore-i incidens rázta meg az ország közvéleményét: 1997. június 17-én a város határában fegyveres civilek tüzet nyitottak egy rendőrségi minibuszra, aminek során négy rendőrtiszt életét vesztette. Az esemény az albán polgárháború alatt elkövetett mészárlások egyike volt.

## Nevezetességei
Ura Vajguroréban a Hasan bég hídja ma már romokban áll, de az alközség területén több török kori híd található, némelyikük romos állapotban: a Gurta híd (Ura e Gurtë, Ura Vajgurore), a Palec híd (Ura e Palecit, Vokopola), a Fekete-víz hídja (Ura afër Ujit të Zi, Vokopola), valamint a Pashallia határában álló kőhíd. Az alközség további műemlékvédelemben részesülő épülete a kis méretű, fagerendás, freskókkal díszített ortodox Szent Demeter-templom (Kisha e Shën Mitrit).